# خشنق

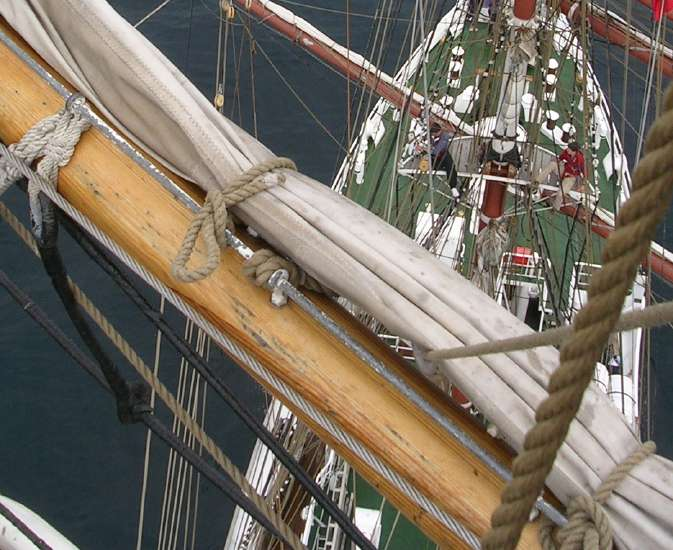

الخَشْنَق في الملاحة الشراعية هي طوق من الحبال أو القماش المستخدم لتضييق الشراع أو لتثبيته في مكانه أو لإحكام لفه.

## المصدر
1. ↑  منير البعلبكي؛ رمزي البعلبكي (2008). المورد الحديث: قاموس إنكليزي عربي (بالعربية والإنجليزية) (ط. 1). بيروت: دار العلم للملايين. ص. 484. ISBN:978-9953-63-541-5. OCLC:405515532. OL:50197876M. QID:Q112315598.